# Jerry Šenfluk
Jaromír „Jerry“ Šenfluk (* 17. März 1946 in Prag; † September 2019) war ein tschechischer Jazzmusiker (Klarinette).

## Leben und Wirken
Šenfluk stammt aus einer Musikerfamilie; seine Mutter war Pianistin, sein Vater Cellist. Zwischen 1952 und 1960 absolvierte er eine klassische Musikausbildung in Klavierspiel und elementarer Musiktheorie; Klarinetten-Unterricht hatte er von 1959 bis 1961 bei Karel Dlouhy und anschließend bis 1967 am Prager Musikkonservatorium. Durch seinen Mentor, der Benny-Goodman-Fan war, sowie durch seinen Vater (als Plattensammler) kam er zum Swing. Mit 16 Jahren hatte er einen ersten Auftritt, als er bei einer Jamsession beim International Jazz Festival in Prag spielte. Erste musikalische Erfahrungen sammelte er dann in der Cats Jazz Band und bei den Jazz Fiddlers.
1968 spielte er im Tschechoslowakischen Rundfunk und wurde in dieser Zeit Redaktionsassistent der Musikzeitschrift Melodie. 1969 trat er auf dem Jazzfestival in San Sebastian auf; mit dem Orchester des Staatstheaters in Aussig. Anschließend zog er nach Berlin und tourte in Westdeutschland mit Albert Nicholas. In den frühen 1970er Jahren unterrichtete er Klarinette an der Steglitzer Musikschule. 1974 legte er das Album From East to West vor und arbeitete mit Sid Kucera; in Westdeutschland trat er mit Freddie Kohlman und 1975 bis 1977 mit dem Swingquartett Savoy Gang auf. 1985 gründete er in Berlin das Hallmark Swingtet und arbeitete für Rundfunk und Fernsehen. Von 1985 bis 1990 arbeitete er in London u. a. bei Al Casey und bei Max Collies Rhythm Aces (mit denen er auch in Europa tourte) sowie mit Mick Pyne, Nils Solberg, John Rees-Jones und Rex Bennett. 1991 gründete er die Band Capital Swing; ferner spielte er mit Yves „Little Fats“ Guyot und Eric Luter. Zwischen 1991 und 1994 hatte er Hotel-Engagements in der Schweiz, 1993 Rundfunkauftritte bei BBC 2 (Jazz Notes). 1995 erschien sein Album We Swing – Take It from Me, gefolgt von Swing Express (1997). Von Oberfranken aus arbeitete er ab 2003 mit Andy Lawrence, Herbert Christ, Keith Smith und wiederum mit Max Collie. Ab 2009 trat er mit Vano Bamberger & Band auf und bei Bingen swingt 2011 mit seiner Capital Swing.